# Хајдесвил (Калифорнија)
Хајдесвил (енгл. Hydesville) насељено је место без административног статуса у америчкој савезној држави Калифорнија.

## Демографија
По попису из 2010. године број становника је 1.237, што је 28 (2,3%) становника више него 2000. године.
| Група             | 2000.         | 2010.         |
| Белци             | 1.069 (88,4%) | 1.082 (87,5%) |
| Афроамериканци    | 0 (0,0%)      | 4 (0,3%)      |
| Азијати           | 3 (0,2%)      | 6 (0,5%)      |
| Хиспаноамериканци | 58 (4,8%)     | 71 (5,7%)     |
| Укупно            | 1.209         | 1.237         |